# Pharga absorptalis
Pharga absorptalis är en fjärilsart som beskrevs av Druce. Pharga absorptalis ingår i släktet Pharga och familjen nattflyn. Inga underarter finns listade i Catalogue of Life.